# Kamratten
De kamratten of toekotoeko's (Ctenomyidae) vormen een familie van Zuid-Amerikaanse knaagdieren. Er is tegenwoordig slechts één geslacht, Ctenomys, met ongeveer zestig soorten. De taxonomie is echter extreem complex, doordat toekotoeko's zeer variabel zijn in hun karyotype (het aantal chromosomen varieert van 10 tot 90). Daardoor varieert het aantal soorten tussen dertig en meer dan zestig. De familie omvat ook een aantal fossiele geslachten, die voorkomen sinds het Laat-Mioceen. Tegenwoordig worden ze vaak beschouwd als een onderfamilie of tribus van de schijnratten (Octodontidae). De kamratten zijn aangepast aan een ondergrondse leefwijze. Ze danken de naam "toekotoeko" aan het geluid dat ze voortbrengen.
Toekotoeko's leven van Zuid-Peru tot Vuurland. Ze hebben een voorkeur voor de droge, zandige grond van grasvlakten, kustvlakten en de hoogvlaktes. Dicht onder het oppervlak graven zij hun gangenstelsels. Het zijn territoriale dieren. 's Nachts komen ze tevoorschijn om gras, wortelen en stengels te eten.
Het lichaam van de kamratten is ingesteld op het leven in gangen. Het lichaam is compact, met kleine ogen en oren en korte, sterke ledematen. Aan de voorpoten zitten lange, krachtige graafklauwen, waarmee ze de gangen graven. Aan de achterpoten zitten borstelige randen, waarmee ze hun vacht verzorgen, en dus als een "kam" dienen. Hier komt de naam kamrat vandaan. Kamratten hebben grote, sterke snijtanden, waarmee ze de wortelen doorbijten die ze tegenkomen tijdens het graven. Deze tanden hebben opvallend oranje tandglazuur.
De familie omvat de volgende geslachten en levende soorten:
- Geslacht Actenomys† (Vroeg-Plioceen)
- Geslacht Ctenomys (Laat-Plioceen tot heden)
  - Ctenomys andersoni (Santa Cruz in Bolivia)
  - Ctenomys argentinus (Noord-Argentinië)
  - Ctenomys australis (provincie Buenos Aires in Argentinië)
  - Ctenomys bergi (Midden-Argentinië)
  - Ctenomys bicolor (Rondonia, Brazilië)
  - Ctenomys bidaui (Península de Valdés, Argentinië)
  - Ctenomys boliviensis (Midden-Bolivia, Mato Grosso, West-Paraguay en Noord-Argentinië)
  - Ctenomys bonettoi (Noord-Argentinië)
  - Ctenomys brasiliensis (Oost-Brazilië)
  - Ctenomys coludo (West-Argentinië)
  - Ctenomys conoveri (Zuidoost-Bolivia, Paraguay en Noordoost-Argentinië)
  - Ctenomys contrerasi (Chubut, Argentinië)
  - Ctenomys dorbignyi (Noordoost-Argentinië)
  - Ctenomys dorsalis (West-Paraguay)
  - Ctenomys emilianus (West-Argentinië)
  - Ctenomys erikacuellarae (Centraal-Bolivia)
  - Ctenomys flamarioni (Rio Grande do Sul)
  - Ctenomys fochi (provincie Catamarca in Argentinië)
  - Ctenomys fodax (provincie Chubut in Argentinië)
  - Ctenomys frater (Zuidwest-Bolivia)
  - Ctenomys fulvus (Noord-Chili en Noordwest-Argentinië)
  - Ctenomys haigi (provincies Chubut en Rio Negro in Argentinië)
  - Ctenomys heniacamiare (provincies Cordoba in Argentinië)
  - Ctenomys ibicuiensis (Rio Grande do Sul, Brazilië)
  - Ctenomys johannis (provincie San Juan in Argentinië)
  - Ctenomys juris (provincie Jujuy in Argentinië)
  - Ctenomys knighti (West-Argentinië)
  - Ctenomys lami (Rio Grande do Sul)
  - Ctenomys latro (provincies Salta en Tucumán in Argentinië)
  - Ctenomys lessai (Lluthu Pampa, Bolivia)
  - Ctenomys leucodon (rond het Titicacameer in Peru en Bolivia)
  - Ctenomys lewisi (Zuid-Bolivia)
  - Ctenomys magellanicus (uiterste zuiden van Chili en Argentinië)
  - Ctenomys maulinus (Midden-Chili en nabijgelegen Argentinië)
  - Ctenomys mendocinus (West-Argentinië)
  - Ctenomys minutus (Oost-Bolivia, Mato Grosso, Santa Catarina en Rio Grande do Sul)
  - Ctenomys nattereri (Oost-Bolivia, Mato Grosso (Brazilië))
  - Ctenomys occultus (provincie Tucumán en omgeving in Argentinië)
  - Ctenomys opimus (Zuid-Peru tot Noordwest-Argentinië)
  - Ctenomys osvaldoreigi (provincie Córdoba in Argentinië)
  - Ctenomys paraguayensis (departement Misiones in Paraguay)
  - Ctenomys pearsoni (Uruguay)
  - Ctenomys perrensi (provincie Corrientes in Argentinië)
  - Ctenomys peruanus (Zuid-Peru)
  - Ctenomys pilarensis (Oost-Paraguay)
  - Ctenomys plebiscitum (Noordelijk Patagonië)
  - Ctenomys pontifex (provincies San Luis en Mendoza in Argentinië)
  - Ctenomys pulcer (Centraal Argentinië)
  - Ctenomys rionegrensis (provincie Entre Rios in Argentinië en departement Rio Negro in Uruguay)
  - Ctenomys roigi (provincie Corrientes in Argentinië)
  - Ctenomys rondoni (Rondonia in Brazilië)
  - Ctenomys rosendopascuali (provincie Cordoba in Argentinië)
  - Ctenomys saltarius (provincies Salta en Jujuy in Argentinië)
  - Ctenomys scagliai (provincie Tucumán in Argentinië)
  - Ctenomys sericeus (provincies Santa Cruz, Chubut en Río Negro in Argentinië)
  - Ctenomys sociabilis (provincie Neuquén in Argentinië)
  - Ctenomys steinbachi (departement Santa Cruz in Bolivia)
  - Ctenomys talarum (provincie Buenos Aires in Argentinië)
  - Ctenomys thalesi (oosten van de provincie Chubut in Argentinië)
  - Ctenomys torquatus (Noordoost-Argentinië, Uruguay en nabijgelegen delen van Brazilië)
  - Ctenomys tuconax (provincie Tucumán in Argentinië)
  - Ctenomys tucumanus (Noordwest-Argentinië)
  - Ctenomys tulduco (provincie San Juan in Argentinië)
  - Ctenomys validus (provincie Mendoza in Argentinië)
  - Ctenomys viperinus (provincie Tucumán in Argentinië)
  - Ctenomys yatesi (Roboré, Bolivia)
  - Ctenomys yolandae (provincie Santa Fe in Argentinië)
- Geslacht Eucoelophorus† (Vroeg-Plioceen tot Vroeg-Pleistoceen)
- Geslacht Megactenomys† (Laat-Plioceen)
- Geslacht Palaeoctodon† (Laat-Mioceen tot Vroeg-Plioceen)
- Geslacht Praectenomys (Laat-Plioceen)
- Geslacht Xenodontomys (Vroeg-Plioceen)